# ゴリラ・警視庁捜査第8班
『ゴリラ・警視庁捜査第8班』（ゴリラ けいしちょうそうさだいはっぱん）は、1989年4月2日から1990年4月8日まで、テレビ朝日系列で毎週日曜20:00 - 20:54(JST) に全46話が放送された、石原プロモーション制作の刑事・アクションドラマ。
キャッチコピーは、「人は彼らをゴリラと呼ぶ」。

## 概要

### ストーリー
台北郊外のゴルフ場で、日本の大手ゼネコン重役夫妻の誘拐事件が発生。犯人グループは秋葉礼次を首領とする国際強盗団であることが判明するが、日本と国交がない台湾では現職の警察官が表立って捜査活動を行うことは不可能だった。警視庁刑事部長の麻生公義は、西伊豆の漁村で静かに暮らすある一人の男に望みを託す。男の名は倉本省、41歳。元警視庁捜査第一課部長刑事。
秋葉グループの襲撃によって漁師仲間と平穏な生活を奪われた倉本は、新たな仲間たちを従え、フィリピン奥地を舞台にした激しい戦闘の末に秋葉グループを壊滅に追い込む。だが同時にそれは、多様化する凶悪犯罪との壮絶な死闘の幕開けでもあった。1989年4月、警視庁捜査第8班、通称“ゴリラ”が誕生した。

### 特徴
1987年の石原裕次郎の死去を経て、本格的な制作活動から遠ざかっていた石原プロが、『ただいま絶好調!』（1985年）から3年半振りに手掛けたテレビドラマである。企画当時流行しつつあったサバイバルゲームや映画『ランボー』シリーズなどの影響下にあり、コマンド色を強く押し出した無国籍アクションとして企画された。舞台となる第8班の初期設定も、警察組織から独立した傭兵部隊としての色合いが強く、コンバットスーツを多用するなどあくまでも「刑事」とは異なる存在として位置づけられていた。もっともこうした位置付けも、番組中盤以降の作風の変化とともに、警察手帳を所持しない単なる刑事といった形へとなし崩し的にシフトしていった。服装もコンバットスーツを使用する頻度は減り、後期オープニングに見られるように当時のバブル景気を背景に流行したDCブランドスーツを着用することが多くなった。
第1話冒頭に設けられた古舘伊知郎による前説では、かつて同時間帯にて放送されていた『西部警察』（1979年 - 1984年）の存在が前面に押し出されており、番組制作の面でも同作品の姉妹編的な位置付けが志向されていたが、実際の視聴率は期待を大きく下回る結果となった。そのため、2クール目前後からはハードなイメージを強調した横文字のサブタイトルを廃止し、番組冒頭にもその回のダイジェスト場面集を紹介するなどのテコ入れ策が取られたが、視聴率の上昇には繋がらなかった。さらに、番組初期の撮影中に発生した負傷により、渡哲也自身によるアクションシーンが格段に減ったこともあり、初期に志向されていたコンバット＆コメディ路線から、次第に『西部警察』と同様の爆破シーンや地方ロケを売り物にした物量アクション、そして最終クールである第36話以降からの人間ドラマ路線へと、作品のトーンも段階的に変化していくこととなった。また第36話以降は、脚本監修に『大都会 闘いの日々』（1976年）のシリーズ構成を務めた倉本聰を迎え、アクションドラマとしての体裁は維持しつつも、言葉を失った妻を献身的に介護する倉本、それに病魔に冒された伊達の姿を軸に据えるなどの大幅な路線変更が図られた。
広告代理店を介さない中抜き方式で制作されていた『西部警察』とは対照的に、本作品では広告大手の一角を担っていた第一企画（現：ADKホールディングス）も制作に加わっており、当時同社が広告責任社を務めていた三菱自動車工業を筆頭に、東芝、三菱石油（現：ENEOS）による全面タイアップ体制が図られた。このうち三菱自動車は車両提供、東芝、三菱石油はタイアップに加え、日興證券（現・SMBC日興証券）などと番組提供を兼務した。
海外ロケ篇である第1話では、フィリピン大統領府全面協力の下、現地の住民がエキストラとして大量に参加したマニラ市街地での大規模なロケーションの他、熱帯雨林における戦闘シーンの撮影では実銃や軍用ヘリコプターなどが貸し出され、さらにコラソン・アキノ大統領（当時）の義弟であるアガピト・アキノが、倉本たちに協力する元レンジャー部隊指揮官として出演。現地では渡哲也らが大統領を表敬訪問するなど、国家的規模の制作体制が敷かれた。福岡市が舞台となった第10話では、開催中のアジア太平洋博覧会で撮影が行われたが、1日で3万8,000人の入場者があった1989年4月17日の7:00～19:00の間に撮影を終えている。

### 設定
警視庁捜査第8班（通称：ゴリラ、G-8）は多用・凶悪化し通常の警察の捜査範疇を超えた犯罪に対処するため、秋葉グループ事件を契機に警視庁上層部が極秘裏に創設した、刑事部長直属の機関である。その存在は、各所轄の署長クラス以上の警察関係者にしか周知されていない。警視庁捜査一課に属するが、ミッションは刑事部長の麻生から直接下され、いかなる事件にも介入出来る権限を持つ。また、メンバーは各々“グリーンカード”と呼ばれる殺人許可証を持ち、メンバーは実行部隊4人（班長1名＋メンバー3名）と女性アシスタント1名、他に専従管理官1名と専用ヘリのパイロット1名。経理は独立採算制であり、ミッション毎に麻生の個人名義で必要経費とギャランティ、特別手当が支給される。
メンバーが集まるアジトは警察署や庁舎ではなく「TOKYO HILLSIDE HOUSE」と銘された施設を使用。屋上にはヘリポートが設けられており、内部には地下の会議室（作戦室）を始め、管理室、射撃練習場、取調べ室、武器庫などが存在。さらに当時最先端のOA機器、固定電話、中2階踊り場の運動器具、各国の時差時計など、一通りの設備が整っている。所在地は秘密とされており、関係者以外が立ち入る際は目隠しを強要される。本部外観の撮影にはかつて横浜に存在した「山手ヨットクラブ」の建物が使用された。

## 主な登場人物
倉本 省
演 - 渡哲也
第8班の班長だが、部下からは「倉本さん」と呼ばれる。一人称は「自分」。
元は警視庁捜査一課の敏腕刑事だったが、警察組織と暴力団との癒着を暴いたことから孤立し、さらに唯一の理解者であった小暮警視（石原裕次郎）の他界に失意し辞職。西伊豆の漁村で漁師生活を送っていたが、麻生刑事部長から人質救出作戦の依頼を受けて一度は渋るも、犯人グループのボスで、曾て逮捕に失敗した秋葉に漁師仲間を殺されたことから参加を決意し、警視庁に復職。新設された第8班の班長に着任した。伊達とは警視庁時代からの付き合いで、中田の面倒も見ていたことがある。
私生活では自らに対する犯人の報復で息子の大介を亡くした上に、妻の静江が進行性認知症に追いやられていたことが物語終盤になって明らかにされ、静江とは献身的な看護で愛情を深めていく。
捜査時は冷静沈着で時には厳しい表情を見せるが、事件解決後のラストシーンでは、8班のメンバーとのやり取りでコミカルな表情や仕草、言動を見せる事が多い。
携帯銃はコルト・ガバメント。狙撃用として初期にはAR-7、中盤からはFNCを持つこともあった。愛車はグレースシルバーの三菱・ギャラン2.0 DOHC TURBO VR-4（E39A前期）。
渡本人のスタンドイン（影武者）は、当時グループ十二騎会に所属していた小野明良が担当していた。
伊達 健
演 - 舘ひろし
渋谷南署/警視庁南署、警視庁捜査一課、城南署を渡り歩いた元刑事。
退職後はマニラでブラブラしていたところ、倉本の要請で第8班へ加入して3年ぶりの刑事復職となった。遅刻の常習で英語が得意。中田のコメントでは父親は医者であるが、そのワイルドな性格から「前よりもっとあぶなくなってる…」「オヤジもゴリラだな…」と揶揄されている。「自分のケツは自分で拭け」という価値観を持つ厳しい個人主義者であり、初期は倉本の行動を「あきれたヒューマニズム」などと一蹴する場面も見られたが、徐々に倉本に対して崇拝に近い心情を抱くようになる。
第37話にて悪性骨腫瘍（線維肉腫）を患い、モルヒネを投与しながら生活していることが判明。終盤まで倉本以外のメンバーには告知されなかった。
長野県出身で、りんご農家でもある実家には母の節（露原千草）と兄の実（笠井一彦）がいるが、家業継承を巡るいざこざから家出同然の形で上京している。第39話で最後の帰郷を果たした際、節からは「もう死んだと思っていた」と冷淡な扱いを受けた。死期が近づく中、最終回で瀬戸内海に浮かぶ小島において、美奈子と共に囚われの身となりながらも、救出のために乗り込んだ倉本たちを助けるべく自ら盾となり、銃弾を全身に浴びて殉職する。
愛銃はスマイソン、チーフ・スペシャル（『西部警察』シリーズの鳩村刑事同様）も携帯する。また、ホルスターは予備の銃弾も収められるタイプになっている。愛車はセルビアブラックの三菱・スタリオン2600 GSR-VR（特注のガルウイングドア仕様）。
風間 有悟
演 - 神田正輝
元警視庁刑事。
第1話の時点では退職中だったところを、秋葉の事件を受けて麻生刑事部長の誘いと高額の前金を受け取る形で、倉本たちよりも先に台湾入りし、現地の情報屋を雇って独自の捜査活動をしていた。遅れて台湾入りした倉本、谷川たちと合流してからは、彼らの捜査に協力しそのまま第8班に加入。遅刻の常習で北京語が得意。財テクが趣味で、捜査中であっても証券会社のディーラーに株の発注をしてしまうほど熱心であるが、谷川からは当初は全く評価されていなかった。壁などにマッチをこすって煙草に火を付ける仕草が定番。シーズン前半はトレードマークの不精髭を生やして3枚目的な性格だったが、福山ロケ回を経て第31話以降は髭を剃り落とし、2枚目の役柄へとシフトする。フィリピンで犯人を追跡する際に伊達に貸したタクシー代を巡って、当初は伊達とは反りが合わない面を見せるも、シーズン終盤には死期の近い伊達とより固い友情を築くことになる。
愛銃はシルバーのフレームカスタムガバメントや、S&W M59オールシルバーモデルを経て、中盤よりベレッタM92SBで定着。愛車は白の三菱・デボネアV3000 ロイヤル AMG。　第32話では、サラエボホワイトの三菱・デボネアV3000 ロイヤルに乗り助手席に美奈子が乗る。神田本人は車の運転が得意なため、作中では自らドリフトやスピンターンを披露するなど、『太陽にほえろ!』出演時以上に高い運転テクニックも披露した。
谷川 竜太郎
演 - 谷川竜
元八坂署刑事。
倉本からは「タニ」「リュウ」、伊達、風間からは「リュウ」と呼ばれる。
所轄時代は若手ながら減俸・戒告・謹慎などの処分を合わせて15回も受けたことがある。そのあまりの落ちこぼれぶりに、塩田からは「（いつクビになるか分からない）先が思いやられるヤツ…」と紹介されてしまっており、実際に第1話では、倉本の自宅を訪れた際小暮警視の遺影に気が付かないという、観察力に乏しい一面が見られる。他方で、自らを"ヤング・ランボー"と称し、運転しながらのガン攻撃などで見事な射撃の腕前を披露したこともあるが、美奈子の射撃練習のうまさにうろたえてもいる。朝は遅刻しないが、現地の集合場所には遅れてやって来ることがある。ほかに初期のごく僅かなエピソードでは、黒縁メガネを着用する場面もある。
愛銃はコルト・ローマン4インチ。愛車はトワイライトブルー&グレースシルバー2トーンの三菱・パジェロメタルトップワゴンV6 3000 スーパーXL。
高峰 淳子
演 - 加納みゆき
麻生が第8班に派遣した無線・OA係。第2話から登場。
ゴリラの実働部隊の1人であると自認していたようであるが、倉本からはあくまでも後方支援のスタッフとして位置付けられており、第3話ではコンバットスーツで身を固めて現場に出動しようとしながら、倉本の悪知恵で留守番させられてしまっている。一方では、第12話のように倉本と共にヘリに同乗してメンバーをサポートする他、第13話では倉本の指示でメンバーに続いて福岡入りし、女性専用の会員制エステティックサロンに入った事件関係者を見張る、第20話では病院の手術室に押し入った犯人グループへの身代金受け渡しに、自ら志願して病院職員に扮して接触するなど、現場に参加する回もあった。
伊達と風間から、「想像妊娠するタイプじゃない？」「小錦ヒップだもんな」などセクハラまがいの軽口を叩かれる事が多く、時には怒って風間を殴り飛ばした事もある。
第30話での登場を最後に、研修のためロスのFBI本部へ異動したことが、第31話にて美奈子の口から語られた。
愛車はシャトーシルバー（ガンメタ）の三菱・ミラージュ3ドアハッチバック　1600サイボーグ 。
田中 美奈子
演 - 田中美奈子
第31話より登場。元西署交通課勤務。21歳。
高峰の高校のクラブの後輩で、上京して1年ほど彼女のマンションで同居していた。襲撃事件計画のネタを提供する事で自ら第8班に志願し、事件解決後に高峰異動後の後任という形で加入。彼女と同様に無線・OA係兼実働部隊として活躍するが、高峰の後継というよりはむしろ中田の後継的な色彩の強いキャラクターである。まだゴリラのメンバーとしては見習い的ポジションで、登場当初は陽性のキャラクターとして描かれていたが、最終回では死期の迫った伊達にそれと知らずに恋心を抱くようになっていた。
第33話冒頭では、演じる田中自身のデビュー曲「涙の太陽」をカラオケで歌っている。
愛車はサンタバーバラレッドの三菱・エクリプスGSターボ（特注のガルウイングドア仕様）。
冬木 武
演 - 秋山武史
第8班専属ヘリコプター「G8」のパイロット。
倉本たちを上空、時には海上（小型船舶）から支援する。基本的にヘリコプターが登場する回のみの出演のため、出演回数や地上に降りて来る場面は極めて少ない。
塩田 直次郎
演 - 谷啓
第8班専従の管理官。8班のメンバーからは「管理」（倉本のみ「塩さん」）と呼ばれる。倉本の所轄署勤務当時の上司だった。
前述の通り独立採算制をとっている第8班の経理面について、常に頭を悩ませている。
第17話では、演じる谷の持ちネタである「ガチョーン！」を披露するなどのコミカルな一面も。
現役刑事時代は、粘り強い捜査から「スッポンの塩さん」という異名を持っていた。
麻生 公義
演 - 鈴木瑞穂
警視庁刑事部長。
第8班の創設者で、他界した小暮警視とも面識あり。班長である倉本に対してはその強引な捜査方法を基本的には容認し、必要とあれば彼らに捜査を依頼するなど信頼を寄せているが、一方で成果が得られない場合は厳しく叱責することもある。
神奈川県警の中田刑事との直接的な関係は一切無い。

### セミレギュラー
中田 透
演 - 仲村トオル
神奈川県警捜査一課の刑事。伊達の所轄時代の後輩。
倉本とは、2年前の秋葉の事件で合同捜査員として、当時刑事になりたての頃からの付き合い（第1話より）。第8班と表の警察組織をつなぐ連絡員であると同時に、第8班が拘束した犯人を譲り受けて自分の手柄とし、出世を重ねようとするセコい考えも併せ持つ。作中で語られる伊達の経歴には港署に勤務していた記録はないが、中田については公式資料にて「港署から（本部に）上がった」と記されているものがあり、明らかに『あぶない刑事』シリーズを意識したキャスティングである。キャラクター的にも「先輩刑事に振り回される冴えない青年」といった性格で、『あぶない刑事』に登場する町田刑事と全く変わらない。第10話では犯人を取り逃がした責任を感じながら、誘拐された女性が若い花嫁だと知った途端に、人一倍犯人逮捕に意欲を発揮する活躍を見せ、伊達と共に聞き込み捜査に訪れた三菱自動車のディーラーの店内に張り出されていた三菱・ミニカのポスターにイメージキャラクターとして当時起用されていた浅野温子の姿を見て、二人で意味あり気なポーズを取ったりするセルフパロディも見られた。もともと毎回登場するわけではない特別出演的要素の強いキャラクターであったが、第16話で手柄を焦るあまり、自らの単独捜査へ伊達を巻き込んで大事件に発展した責任を取って、第8班との関係から身を引いた。番組への出演も同話数が最後であるが、その後もOPテーマ曲一新（構成共変更）されるまでの間、タイトルバックに名を連ねている。
倉本 静江
演 - 柏木由紀子
倉本省の妻。
息子・大介を事故死させてしまった過去があり、そのため進行性認知症を患い一時は失語症にもなり、入院生活を余儀なくされる。後に事故の件は夫に恨みを抱く犯人が仕組んだものであることが判明し、夫の介護を経て回復の兆しを見せる。
土井
演 - 北村総一朗
石和療養病院に勤務する内科医。
静江の主治医として治療に尽力する一方、当初は静江の病因が夫の愛情欠如にあるとして倉本を厳しく断罪していたが、その後の彼の献身的な看護を見守っていく中で、徐々に二人の間の愛情と絆を理解していく。
日下 義郎
演 - 金井大
日下外科医院を経営する老医。
倉本や伊達とは旧知。伊達の膝の骨折を診療した際、偶然にも線維肉腫を発見。当初は入院を勧めるも、限りある生命を倉本の下で燃やし尽くしたいという伊達の心情に共感し、違法であることを承知でモルヒネを渡し続けていた。

## 特殊車輌

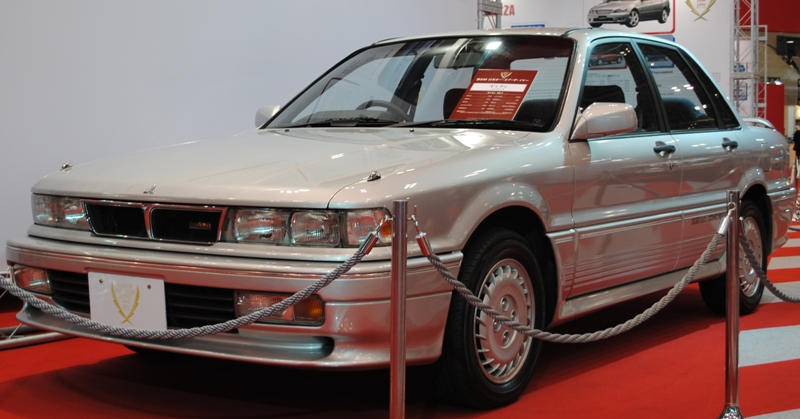
劇用車と同型のE39AギャランVR-4

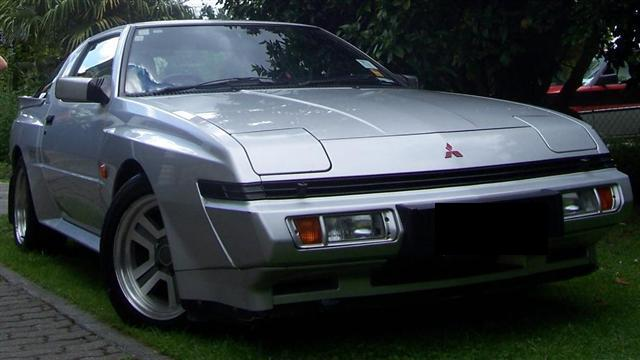
劇用車と同型のスタリオン

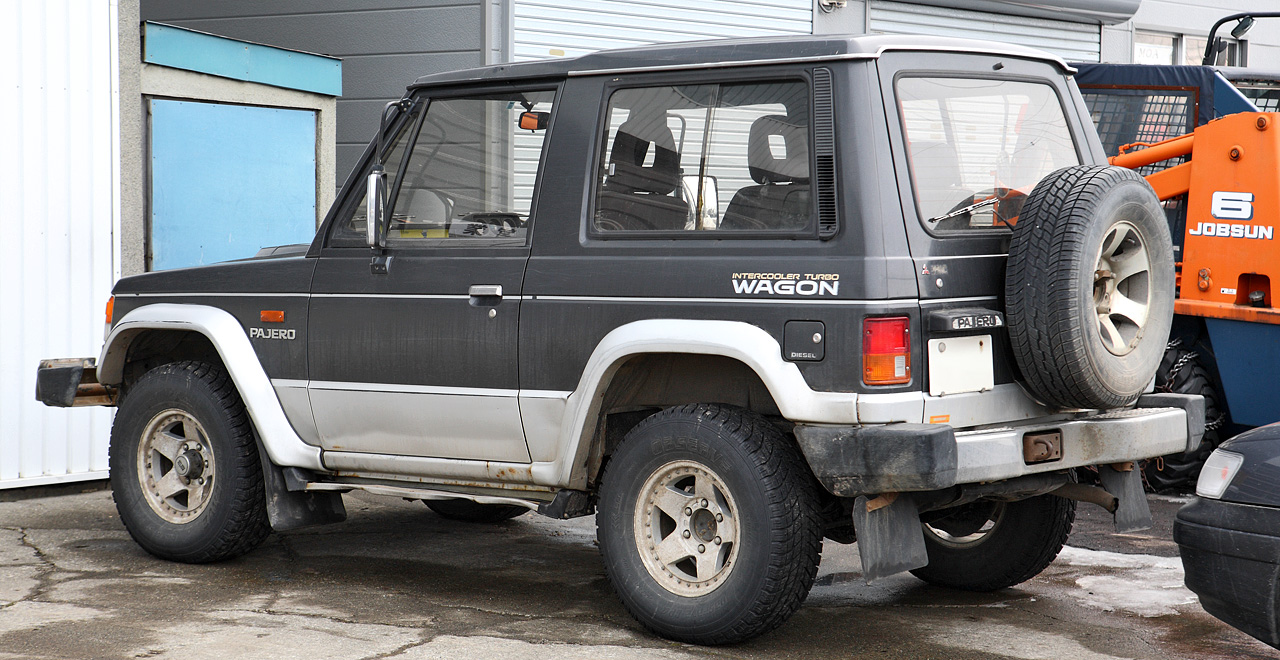
劇用車と同型のパジェロ

捜査第8班メンバーが運転する覆面車輌は、いずれもスポンサーである三菱自動車の製品が使用されている。番組宣伝用資料では、一般車輌をベースに改造・武装強化がされており、通信管制・早期警戒システムを車載コンピュータにて総括制御、様々な機器と武器・弾薬、特殊装置を搭載しているという設定だったが、車載兵器に頼らない捜査に加えてシリーズ進行とともにアクション色が薄れていったことから、劇中で特殊装置が使用される場面はほとんど無かった。また、各車輌は公的に支給された公安車としても設定されており、捜査活動のみならず第8班メンバー個人の自家用車として、通勤手段にも用いられる。
ギャラン 2000DOHC-TURBO VR-4 MT
コードナンバーG1。車体色グレースシルバー。
倉本専用車であるが、風間が使用する場面もある。
ルーフ中央に反転式警光灯を収納。
カーアクションに用いられることはほとんどなく、もっぱら警視庁への訪問と現場へ駆けつける際の交通手段に使用される。
三菱のWRC（世界ラリー選手権）参戦を目的としたトップラインモデルで、後にランサーエボリューションに継承される2リッターターボエンジン「4G63」（205PS仕様）と4WDシステムを搭載。
後に石原プロモーションが制作した刑事ドラマ『代表取締役刑事』では、辰巳署の予備的な覆面車として使われた。
スタリオン 2600GSR-VR MT
コードナンバーG2。車体色セルビアブラック。
伊達専用車であるが、第10話（福岡ロケ）では飛行機で福岡へ先行した伊達に代わり、無名のスタッフが使用する場面もある。
ボディはガルウイング仕様車。後部座席はない。
番組宣伝用資料には、助手席側にラップトップ型パソコンを搭載している写真が見られるが、劇中では撤去されている。また同資料には、着脱式警光灯がルーフの中央もしくは助手席側付近に装着されている写真も掲載されているが、こちらも劇中では車内ダッシュボードへの装着へと変更されている。
撮影中のアクシデントでフロントフェンダーを接触させ凹ませていた時期があった。
市販モデル同様のノーマルドア車をスタントなどの影武者で2台用意。また後部座席付やAT車、ホイール形状が若干異なるものも登場。影武者の車輌はエキストラ車としても使用され、『代表取締役刑事』では兵頭刑事の回想シーンで使われた。
また放送期間中には、「ゴリラフェア」と称して東京三菱自動車から特別仕様のガルウイング車が5台限定で販売された。ボディー剛性が極めて低く、追突されると全損になるという弱点がある。
デボネアV V6 3000ロイヤルAMG AT
コードナンバーG3。車体色サラエボホワイト。
風間専用車であるが、伊達、中田、田中が使用する場面もある。
ルーフ中央に反転式警光灯を収納。
劇中ではカーアクションに用いられる頻度が高く、リアドアやサイドプロテクターを凹ませていた時期があった。
車体は前期型であるが、1989年10月のマイナーチェンジを直前に控えていたため、ホイールだけは先行して後期型を装着。またハイマウントストップ内蔵のリアウイングは純正ではなく、スタンレー電気製のルドンを使っていた。
三菱がドイツAMG社との契約により生産した車で、後に『代表取締役刑事』『愛しの刑事』でも覆面車として使われた。
パジェロ V6 3000メタルトップワゴン・スーパーXL AT
コードナンバーG4。車体色上部トワイライトブルー・下部グレースシルバー。
谷川専用車であるが、倉本、伊達、風間、一部の容疑者が使用する場面もある。
ルーフ中央に反転式警光灯を収納。
その特性を活かした大掛かりなアクション、宝石強奪といった場面に使用される多目的ワゴン車。
番組宣伝用資料には、助手席側にラップトップ型パソコンを搭載している写真が見られるが、劇中では撤去されている。また反転式サーチライトの形状が、劇中と番組宣伝用資料とで異なる。
劇中で使用された主な特殊システムは、ウィンチ、武器庫（劇中で収納していたものは"古代の曙光　エジプト秘宝展"から盗み出した宝石「ファラオの瞳」と、そのニセモノ）、天候予測、超小型TVカメラ、全方位追尾システム、指紋情報システム、発信ペイント弾など。
後半からマイナーチェンジ後のオーバーフェンダー車に代替。『代表取締役刑事』では北海道ロケ時に兵頭刑事らが移動の足車として使用した。
ミラージュ 1600ハッチバックサイボーグ MT
コードナンバーG5。車体色シャトーシルバー。
高峰が使用。劇中での特殊車輌としての登場は、第19話と第25話の2回のみ。
高峰の異動後は、エキストラ車役として登場したこともある。
劇中では披露されていないが、ダブルサンルーフ付のため、番組宣伝用資料には着脱式警光灯がルーフ先端の中央に取り付けられている。
ミニカウォークスルー 550
コードナンバーG6。風間と田中が使用。
多目的情報収集車として、室内に各種受信機や監視モニターなどが搭載されている設定であるが、劇中での特殊車輌としての使用はこちらも1回のみ。
のちに宅配便の配達車輌や、一般車としてのエキストラ車としても使用されていた。
エクリプス 2000GSターボ AT
コードナンバーG5。車体色サンタバーバラレッド。
ミラージュサイボーグに代わる形で、田中専用車として第34話より登場。
ガルウイング仕様。もともとは三菱自動車が広報用に個別輸入したもので、日本では未発売だったFFターボ車である。
一時期、東京三菱自動車から一般に受注発売が行われた。
第39話では、着脱式警光灯を車内ダッシュボードに装着しているところが確認できる。
番組終了後は、東京都内の自動車部品販売会社にて保存されている。
『おぎやはぎの愛車遍歴 NO CAR, NO LIFE!』（BS日テレ）の2016年4月2日放送分では、渡哲也からプレゼントされた私用車の代わりとして劇中車が紹介され、車体の仕様や当時の撮影秘話などが披露された。 上記のギャラン・スタリオン・デボネアV・パジェロ・エクリプスは現在も定期的の整備をなされ、綺麗に管理されて都内某所で保管してある(公開イベントも結構な頻度で行われている)

## 主なスタッフ
それまでの石原プロモーション作品で制作者としてクレジットされていた石原裕次郎に代わり、本作品では渡哲也が制作を務めた。脚本には峯尾基三、永原秀一、宮下隼一など『西部警察』の主力だった面々に加え、アニメ作品で定評のある平野靖士、『あぶない刑事』の田部俊行、いとう斗士八らが参加。前述の通り倉本が脚本監修として参加した最終クールでは、これらのライター陣に代わり、倉本が主宰する富良野塾の当時の塾生ライター（石井信之、相葉芳久、吉田紀子）がメインとなり、物語の趣旨によって担当のライターを振り分けるシステムとなった。
劇中音楽は舘ひろしをはじめ複数のミュージシャンによる競作形式となり、監督には『西部警察』を手掛けた小澤啓一や長谷部安春や辻理などに加え、助監督出身の吉田啓一郎、『太陽にほえろ!』の演出を手掛けた鈴木一平などが参加した。
- 制作 - 渡哲也
- 企画 - 小林正彦（石原プロ）
- プロデューサー - 石野憲助、岩崎純（石原プロモーション）、左口知克（キティ・フィルム）（第1 - 9、11話）、星裕夫（テレビ朝日）
- 撮影 - 金宇満司、稲垣久夫、内田清美、高橋達美
- 照明 - 椎葉昇、椎野茂
- 美術 - 大嶋修一
- 録音 - 佐藤泰博
- 整音 - 小峰信雄
- 編集 - 原桂一、鍋島惇
- 助監督 - 山内宗信、児玉宜久、塚田義博、草間宏行
- 監督補 - 橋本匤弘（第1話のみ）
- 記録 - 土居久子、斎藤能子、増田実子、石川恵与、安藤豊子、水平富喜子
- 制作担当者 - 浅野謙治郎、古賀正行
- 制作プロデューサー - 高山正彦
- 作曲 - 舘ひろし、井上大輔、鈴木雄大、Chocolate Kids Jr.、Sens
  - 劇中音楽 - 神林早人、丸山恵市、吉田和生、矢野立美、三宅純
  - 唄 - 舘ひろし、井上大輔、鈴木雄大、景家淳、羽場仁志、都志見隆
- 音楽監督 - 鈴木清司
- 音楽ディレクター - 佐久間雅一（ファンハウス）
- 音楽プロデューサー - 中村進（石原音楽出版）
- 音響効果 - 東洋音響カモメ、サウンドボックス（第37話のみ・ノンクレジット）
- キャスティングプロデューサー - 仲川幸夫、小島克己
- 番組宣伝 - 泉山一仁（第1 - 38話）、笠原尚義（第39 - 46話）（テレビ朝日）
- コスチュームデザイナー - 加藤和孝
- 技斗 - 高倉英二
- 監督助手 - 清水利晃、笹本雅彦、加藤文明、久田昌
- 撮影助手 - 高橋達美、小西泰正、西久保雅宏
- 録音助手 - 小高勲、白取貢
- 編集助手 - 尾崎美智恵
- 装飾係 - 山崎輝、長谷川圭一、大光寺康
- 制作進行 - 近藤伸一
- スチール - 秋田光久
- 劇用入墨 - 霞涼二（第36話のみ）
- スタント - グループ12騎会
- エキストラ - クロキプロ
- カースタント - 三石千尋とマイクスタントマンチーム（クレジットは第23話まで）
- タイトルバック - マリンパーク境ヶ浜（第24話以降）
- 衣裳 - 第一衣裳
- 美粧 - 山田かつら
- 小道具 - 高津映画装飾
- 装飾 - 山崎装飾、京映アーツ
- 現像・ムービートーン - IMAGICA
- 水中撮影 - 西山東男（第13話のみ）
- 衣裳協力 - GARNIER、TÊTE HOMME、TÊTE HOMME・TAILLE、K・cimaise
  - produced by TÊTE HOMME CO.,LTD.
- 撮影協力 - オートバックス、NEWMGC、朝日航洋、東運開発
- 協力 - MMC三菱自動車、TOSHIBA、三菱石油（現・ENEOS）
- 制作協力 - 第一企画（現・ADK）
- 制作 - 石原プロモーション、テレビ朝日
- 著作権表記（当時） - テレビ朝日、石原プロモーション、第一企画

## 放送日程
| 放送回 | 放送日         | サブタイトル                                                          | 脚本                    | 監督       | ゲスト出演者 | 備考 | DVD BOX |
| ------ | -------------- | --------------------------------------------------------------------- | ----------------------- | ---------- | --- | --- | ------- |
| 1      | 1989年04月02日 | ポリス・アドベンチャー                                                | 峯尾基三                | 小澤啓一   | 原田芳雄、アガピト・アキノ・アキノ、佐野浅夫、山本ゆか里、亀石征一郎、佐原健二、片岡五郎、東丘出陽、吉沢健、草薙良一、清水宏、宮澤美保 | 台北・フィリピンロケの2時間スペシャル 協力：中華航空公司 China Airlines、フィリピン政府観光省、国賓大飯店、環亜大飯店、中国帀視公司、マニラ・ガーデンホテル 解説：古舘伊知郎 | 1       |
| 2      | 4月09日        | ファースト・ターゲット                                                | 新井光                  | 吉田啓一郎 | 睦五郎、榎木兵衛、井上博一 | | 1       |
| 3      | 4月16日        | ソルジャー・イン・グリーン                                            | 日暮裕一                | 長谷部安春 | 浜田晃、石山雄大、倉島襄、若尾義昭 | | 2       |
| 4      | 4月23日        | ルパン・ザ・ポリス                                                    | 平野靖士                | 吉田啓一郎 | 麻丘めぐみ、小野武彦、武藤英司 | | 1       |
| 5      | 5月07日        | ニトロ・トラック                                                      | 新井光                  | 鈴木一平   | 中田譲治、塙紀子、長谷部香苗、小笠原弘、中村孝雄、小倉雄三、賀川幸史朗                                                                 | | 2       |
| 6      | 5月21日        | クライシス・タワー                                                    | 宮下隼一                | 鈴木一平   | 又野成治、市川好郎、幸田宗丸、須藤健                                                                                                   | | 2       |
| 7      | 5月28日        | キッドナップ・カンパニー                                              | 日暮裕一                | 小澤啓一   | 長谷川哲夫、若山幸子、唐沢民賢、村松克己、友金敏雄、辰馬伸、伴直弥                                                                     | | 2       |
| 8      | 6月04日        | ベイサイド・ウォーズ                                                  | 永原秀一                | 小澤啓一   | 南原宏治、中田浩二、粟津號、志賀圭二郎                                                                                                 | | 2       |
| 9      | 6月11日        | ゲッタウェイ（テレビ朝日・初放映） 逃げて、逃げて!!（DVD-BOX2収録分） | 峯尾基三                | 吉田啓一郎 | 成瀬正孝、倉島襄、早川研吉、深作覚 | | 2       |
| 10     | 6月18日        | 博多大追撃                                                            | 宮下隼一                | 鈴木一平   | 伊吹徹、高都幸子、武見龍麿 | 協力：ニューライフシステム、財団法人大宰府メモリアルパーク、大濠ウェディングホール、アルカン・シェル、九州三菱自動車、九州三菱ふそう自動車、日本カー・フェリー株式会社、オートバックス大橋店、弥永商店、タカクラホテル福岡、九州朝日放送 アジア太平洋博覧会を舞台とした福岡県福岡市ロケ | 1       |
| 11     | 7月02日        | 兄妹の叫び                                                            | 田部俊行                | 吉田啓一郎 | 小野寺文彦、本城裕、森幹太、伊吹聡太朗、山崎美穂、若尾義昭                                                                             | | 2       |
| 12     | 7月09日        | 危険地帯                                                              | 日暮裕一                | 小澤啓一   | 鹿内孝、塚本信夫、津野哲郎、北村総一朗、船渡伸二                                                                                       | 協力：塚田陶管、大豊商事 茨城県土浦市、つくば学園都市ロケ | 1       |
| 13     | 7月16日        | 潜行大作戦                                                            | 峯尾基三                | 鈴木一平   | 三原じゅん子、黒部進、高岡良平 | 制作協力：九州朝日放送 福岡ロケ | 1       |
| 14     | 7月30日        | 傭兵狩り                                                              | 平野靖士                | 小澤啓一   | 大門正明、早川雄三、外山高士、南雲佑介、小倉雄三                                                                                       | | 2       |
| 15     | 8月06日        | 裏切りの報酬                                                          | 田部俊行                | 長谷部安春 | 中村れい子、片岡五郎、倉崎青児 | | 2       |
| 16     | 8月13日        | 無法の街に愛を                                                        | 平野靖士                | 長谷部安春 | 三重街恒二、久木念、中山翔太、辰馬伸、新井一典、相原巨典、菊地太、石田和彦、桑原一人                                                   | | 2       |
| 17     | 8月20日        | 謎の女                                                                | 日暮裕一                | 鈴木一平   | 小野みゆき、小池雄介、羽生田信、米沢浩                                                                                                 | 同話数から第35話まで、番組冒頭にダイジェストシーンを挿入 | 2       |
| 18     | 8月27日        | ゴリラの熱い一日                                                      | いとう斗士八            | 鈴木一平   | 遠藤憲一、堀広道、君塚尚美 | | 2       |
| 19     | 9月03日        | 刑事チェンの涙                                                        | 佐治乾 永原秀一         | 吉田啓一郎 | 阿藤海、磯村憲二、小林昭男、石山雄大、吉中六、長谷部香苗                                                                               | | 2       |
| 20     | 9月10日        | 奪われた手術                                                          | 峯尾基三                | 吉田啓一郎 | 長谷川明男、山本紀彦、小林ひさよ、青島健介、幸英二                                                                                     | | 2       |
| 21     | 9月17日        | 一発の銃弾                                                            | 宮下隼一                | 小澤啓一   | 金子研三、原口剛、高崎隆二、中瀬博文                                                                                                   | [ 注 24 ] | 2       |
| 22     | 9月24日        | ある戦場                                                              | 斉藤猛                  | 小澤啓一   | 尾藤イサオ、小林勝彦、井上博一、信実一徳、景山英俊、鹿島信哉                                                                           | | 2       |
| 23     | 10月01日       | バラに愛をこめて                                                      | 宮下隼一                | 村川透     | 山下洵一郎、宇梶剛士、鵜飼貴子、辰馬伸                                                                                                 | | 2       |
| 24     | 10月15日       | 愛の逃避行                                                            | 平野靖士 永原秀一       | 吉田啓一郎 | 結城めぐみ、早川雄三、松田勝 | 制作協力：広島ホームテレビ 広島県福山市ロケ | 1       |
| 25     | 10月22日       | 悲しい街角                                                            | 日暮裕一                | 村川透     | 荒井玉青、池田秀一、中康治 | | 2       |
| 26     | 10月29日       | 昨日を忘れた刑事                                                      | 宮下隼一                | 長谷部安春 | 横光克彦、西田良、小笠原弘 | | 2       |
| 27     | 11月05日       | 瀬戸内冒険団                                                          | 峯尾基三                | 吉田啓一郎 | 清水健太郎、浅見美那、幸英二、相原巨典、中瀬博文、京野琴美                                                                             | 制作協力：広島ホームテレビ 広島県福山・香川県与島ロケ | 1       |
| 28     | 11月12日       | ある少女の疑惑                                                        | 峯尾基三                | 長谷部安春 | 難波香織、久富惟晴、阿部祐二、唐沢民賢、笠井一彦、浅見小四郎、桑原一人                                                                 | | 2       |
| 29     | 11月19日       | 明日に向って走れ                                                      | 宮下隼一                | 辻理       | 山内賢、黒崎輝、中田博久、森章二、かずみあい、海津亮介、太田直人、志賀圭二郎、清家利一、渡辺昌宏、高木英一、大藤直樹                   | | 2       |
| 30     | 11月26日       | 奪われた女子大生                                                      | 平野靖士 斉藤猛         | 辻理       | 関川慎二、宮本佳代、松本朝夫、伴直弥、川口節子、伊藤高                                                                                 | | 1       |
| 31     | 12月03日       | 瞳キラキラ!美人刑事登場                                               | 峯尾基三                | 辻理       | ふとがね金太、三原真、吉田美貴子、江崎和代、加藤茂雄                                                                                   | | 1       |
| 32     | 12月10日       | 洞爺湖の女                                                            | 永原秀一                | 吉田啓一郎 | 七瀬なつみ、御木裕、市川好郎、北川陽一郎、三上剛仙                                                                                     | 北海道札幌ロケ | 1       |
| 33     | 12月17日       | 傷だらけのメロディ                                                    | 宮下隼一 斉藤猛         | 辻理       | MIE、三上真一郎、岡本達哉、鹿島信哉、倉垣由美子                                                                                        | | 2       |
| 34     | 12月24日       | 小さな目撃者                                                          | 峯尾基三                | 辻理       | 竹沢慶、遠藤憲一、酒井昭、平野恒雄 | | 2       |
| 35     | 1990年01月14日 | 美奈子、君の瞳に乾杯!                                                 | 峯尾基三                | 吉田啓一郎 | 速水典子、潮哲也、小林勝彦 | 制作協力：北海道テレビ 協力：ばんけい、グリーンホテル札幌、レストランビア参道、十勝おはぎのサザエ、日本エアシステム、ホテル万世閣、オートバックス石山通り店、日興証券札幌支店、日本沿海フェリー 北海道札幌ロケ | 1       |
| 36     | 1月21日        | スイートメモリー                                                      | 倉本聰（監修） 相葉芳久 | 小澤啓一   | 永井秀明、田中明夫、兼本新吾、外山高士、水木寛子、篠原大作、酒井郷博、小寺大介、北斗辰典、高崎隆二                                     | | 1       |
| 37     | 1月28日        | ビコーズ・その理由                                                    | 倉本聰（監修） 石井信之 | 小澤啓一   | 星洋子、中田浩二、田島義文、江角英明、丘野桃子、水木寛子                                                                               | | 1       |
| 38     | 2月04日        | シンデレラ・ガール                                                    | 倉本聰（監修） 吉田紀子 | 辻理       | 渥美国泰、小牧彩里、大谷朗、黒部進、辰馬伸、小松伸 、松尾文人                                                                          | | 1       |
| 39     | 2月11日        | 家路                                                                  | 石井信之                | 小澤啓一   | 木村理恵、伴直弥、武藤章生、山下澄人、笠井一彦、露原千草、川口節子、宮尾すすむ（ノンクレジット）、萩尾みどり（ノンクレジット）         | | 1       |
| 40     | 2月25日        | 追憶                                                                  | 相葉芳久                | 小澤啓一   | 高野浩幸、唐沢民賢、水木寛子、入江正徳、村上幹夫                                                                                       | | 2       |
| 41     | 3月04日        | 生命果つるとも                                                        | 宮下隼一                | 村川透     | 鈴木雄大、片岡五郎、川上泳、村野友美、中村孝雄、中村博之、小金沢篤子                                                                   | | 2       |
| 42     | 3月11日        | ある少女の反乱                                                        | 田部俊行                | 村川透     | 若林志穂、睦五郎、君塚尚美、加藤久詞                                                                                                   | | 2       |
| 43     | 3月18日        | 再会                                                                  | 吉田紀子                | 鈴木一平   | 長谷川明男、小牧彩里、森章二、大谷朗、若尾義昭、辰馬伸、秋永政之                                                                       | | 1       |
| 44     | 3月25日        | 出発 -たびだち-                                                       | 相葉芳久                | 小澤啓一   | 藤木孝、水木寛子、町田幸夫、 | | 1       |
| 45     | 4月01日        | ベスト・フレンド                                                      | 石井信之                | 小澤啓一   | 小沢象、中田譲治、丘野桃子、桑原一人、米沢浩、秋永政之                                                                                 | 協力：石和グランドホテル | 1       |
| 46     | 4月08日        | 命、燃えつきても                                                      | 石井信之                | 吉田啓一郎 | 浅田美代子、竹中直人、幸英二、松本朝夫、中真千子、伴直弥、長谷川勇人、矢野武、北斗辰典、酒井昭、米沢浩、中瀬博文                       | 2時間スペシャル 制作協力：瀬戸内海放送、福島放送 協力：ビッグジョン、玉野市観光協会、瀬戸内国際マリンホテル、大西商事、三菱石油水島製油所、鷲羽山ハイランド、ホテルリステル猪苗代、オートバックス岡山南店、山陽三菱自動車販売、竹原電芝社、堂本工業、孝進工業、藤原材木、山口県平生町、ビッグジョン平生工場、大観荘 コーディネーター：橋本博雄、赤木九十九 岡山県岡山市、倉敷市・山口県平生町・福島県会津若松市ロケ | 1       |

## 音楽

### 主題曲
前期テーマ「GORILLA」（作曲：舘ひろし / 編曲：神林早人）
第1話から第23話まで使用。舘ひろし歌唱の既発曲「A LOVE SONG」のスコアをアレンジしたもので、第10話以降は新たにドラムスなどがオーバーダビングされた音源に変更された。また提供クレジットのBGMとしても、全編を通して使用されている。
後期テーマ「CHASERS」（作曲：TSUKASA / 編曲：矢野立美）
第24話から最終話までのOPテーマ。TVサイズ、フルバージョン共にリリースされ、フレーズによるバリエーションはない。最終話のみ若干尺が長いバージョンが使用されている。

### エンディングテーマ
「SOLDIER IN GREEN」（作曲：井上大輔 / 編曲：中村哲）
前身作品である『西部警察』同様、地方ロケ回や特番ではタイトルバックの尺に合わせて編集されたバージョンが使用される。

### その他の挿入曲
「パパとあるこう」（唄：石原裕次郎 / 作詞：杉紀彦 / 作曲：丹羽応樹 / 編曲：小六禮次郎）
第36話の回想シーンで使用。もともとは1980年に『みんなのうた』で放送された楽曲。
「僕の力をあげたい」（唄・作詞・作曲：鈴木雄大 / 編曲：椎名和夫）
第41話で使用。もともとは当時発売の鈴木のシングル「くしゃくしゃのラブソング」のカップリング曲。作中では、同話数にゲスト出演していた鈴木が演じるミュージシャンの自作曲という設定で使用された。

## 関連商品（絶版含む）

### ビデオソフト
ゴリラ・警視庁捜査第8班セレクション DVD-BOX（ポニーキャニオン、2012年9月5日発売、PCBP62010）
全46話のうち、初回・最終回を含む20話分の他、次回予告や特殊車両の最新映像などの特典を収録。
ゴリラ・警視庁捜査第8班セレクション2 DVD-BOX（ポニーキャニオン、2014年12月17日発売、PCBP62158）
上記DVD-BOXに未収録であった26話分を収録。また付属のブックレットには神田正輝のスペシャルインタビューなどを掲載。
警視廳搜查第8班(新西部警察) 全2巻（A拷公司）
台湾で発売された、全話からセレクトされた回が収録されたVHSソフト。現在発売が確認されているのは、第1話の2時間SPと、札幌ロケ編が収録された2本のみ。
ゴリラ・警視庁捜査第8班 コンプリートDVD-BOX（ポニーキャニオン、2022年12月21日発売、PCBP62361）
全46話をDVD12枚に収録。次回予告及び特典映像は収録されておらず、パッケージも簡易的な廉価版。

### サウンドトラックCD/カセットテープ
GORILLA original sound track（ファンハウス、1989年5月1日発売、00FD-7103）
前期オープニングテーマ、エンディングテーマを含む12曲を収録。
GORILLA original sound track II（ファンハウス、1989年10月25日発売、00FD-7124）
後期オープニングテーマ、それに前期オープニングテーマの原曲「A LOVE SONG」を含む10曲を収録。
ゴリラ警視庁捜査第8班 MUSIC FILE（バップ、1995年2月1日発売、VPCD-8106）
上記ファンハウス盤未収録の汎用BGM、テーマ曲のテレビ用テイク、挿入歌のインスト版など全47音源（25トラック）を収録。

### コミカライズ
テレ朝コミックス「ゴリラ・警視庁捜査第8班」（作画：倉下伊志也、初版発行：1989年8月8日、発行元：全国朝日放送）
第1話・第2話のコミカライズを収録。

### プラモデル（1/32スケール）
ガルウィング・スタリオン（青島文化教材社）
番組宣伝用資料に見られた助手席側のラップトップ型パソコンは再現されていない。
特機車パジェロ（青島文化教材社）
上記にリストアップした商品以外に、主にヨネザワが児童向けの銃器玩具や非売品のキャラクターグッズなども製作している。

## ネット局
| 放送対象地域  | 放送局名                                             | 系列局名                                          | 放送時間                              | 備考                                                                              |
| ------------- | ---------------------------------------------------- | ------------------------------------------------- | ------------------------------------- | --------------------------------------------------------------------------------- |
| 関東広域圏    | テレビ朝日                                           | テレビ朝日系列                                    | 日曜20:00 - 20:54                     | 制作局                                                                            |
| 北海道        | 北海道テレビ（HTB）                                  | テレビ朝日系列                                    | 日曜20:00 - 20:54                     |                                                                                   |
| 宮城県        | 東日本放送（KHB）                                    | テレビ朝日系列                                    | 日曜20:00 - 20:54                     |                                                                                   |
| 福島県        | 福島放送（KFB）                                      | テレビ朝日系列                                    | 日曜20:00 - 20:54                     |                                                                                   |
| 新潟県        | 新潟テレビ21 （NT21、現・UX）                        | テレビ朝日系列                                    | 日曜20:00 - 20:54                     |                                                                                   |
| 静岡県        | 静岡けんみんテレビ（SKT） 現・静岡朝日テレビ（SATV） | テレビ朝日系列                                    | 日曜20:00 - 20:54                     |                                                                                   |
| 中京広域圏    | 名古屋テレビ （NBN、現・メ～テレ）                   | テレビ朝日系列                                    | 日曜20:00 - 20:54                     |                                                                                   |
| 近畿広域圏    | 朝日放送（ABC）                                      | テレビ朝日系列                                    | 日曜20:00 - 20:54                     |                                                                                   |
| 広島県        | 広島ホームテレビ（HOME）                             | テレビ朝日系列                                    | 日曜20:00 - 20:54                     |                                                                                   |
| 岡山県 香川県 | 瀬戸内海放送（KSB）                                  | テレビ朝日系列                                    | 日曜20:00 - 20:54                     |                                                                                   |
| 福岡県        | 九州朝日放送（KBC）                                  | テレビ朝日系列                                    | 日曜20:00 - 20:54                     |                                                                                   |
| 長崎県        | 長崎文化放送（NCC）                                  | テレビ朝日系列                                    | 日曜20:00 - 20:54                     | 1990年4月の開局からネット開始 （ラスト2回のみ放送）                               |
| 熊本県        | 熊本朝日放送（KAB）                                  | テレビ朝日系列                                    | 日曜20:00 - 20:54                     | 1989年10月の開局からネット開始                                                    |
| 鹿児島県      | 鹿児島放送（KKB）                                    | テレビ朝日系列                                    | 日曜20:00 - 20:54                     |                                                                                   |
| 山形県        | 山形放送（YBC）                                      | テレビ朝日系列および 日本テレビ系列クロスネット局 | 日曜20:00 - 20:54                     |                                                                                   |
| 青森県        | 青森放送（RAB）                                      | テレビ朝日系列および 日本テレビ系列クロスネット局 | 火曜21:00 - 21:54                     |                                                                                   |
| 長野県        | テレビ信州（TSB）                                    | テレビ朝日系列および 日本テレビ系列クロスネット局 | 火曜20:00 - 20:54                     | 最終回SPのみキー局より5時間先行の 14:00 - 15:54に放送された。                     |
| 山口県        | 山口放送（KRY）                                      | テレビ朝日系列および 日本テレビ系列クロスネット局 | 土曜22:00 - 22:54                     |                                                                                   |
| 福井県        | 福井放送（FBC）                                      | テレビ朝日系列および 日本テレビ系列クロスネット局 | 月曜22:00 - 22:54                     | 初回SPのみ、1989年4月2日の14:00 - 15:54に 全国ネットに先行する形で放送された。    |
| 秋田県        | 秋田放送（ABS）                                      | 日本テレビ系列                                    | 月曜22:00 - 22:54                     |                                                                                   |
| 鳥取県 島根県 | 日本海テレビ（NKT）                                  | 日本テレビ系列                                    | 月曜22:00 - 22:54                     | 1989年9月まで放送。                                                               |
| 鳥取県 島根県 | 山陰放送（BSS）                                      | TBS系列                                           | 木曜深夜                              | 1989年10月から番組終了まで放送。                                                  |
| 富山県        | 北日本放送（KNB）                                    | 日本テレビ系列                                    | 日曜16:00 - 16:54 ↓ 日曜14:00 - 14:54 | 特番などによる1 - 3ヶ月ほどの放送休止を挟み、 最終的な放送期間は2年程度に及んだ。 |
| 愛媛県        | 南海放送（RNB）                                      | 日本テレビ系列                                    | 日曜22:30 - 23:24                     |                                                                                   |

※上記のうちHTB・KFB・HOME・KSB・KBCは各ロケで制作協力を行っていた。

## CS放送
下記の日程にてHDリマスター版がファミリー劇場で放送された。
- 2013年6月22日 - 2014年6月14日（毎週土曜18:00 - 19:00　→　同20:00 - 21:00）
- 2014年10月4日 - 2015年9月5日（毎週土曜17:00 - 18:00）
- 2015年10月14日 - （毎週水曜6:30 - 8:30／2話連続放送）

ホームドラマチャンネル
- 2024年3月30日 - （土曜24:30 - ）